# 난곡터널
난곡터널(蘭谷터널)(구 문성터널)은 관악구 신원동 - 미성동 사이 문성로의 일부를 이루는 쌍굴터널이다. 1990년에 착공을 시작하여 1992년 6월20일에 개통되었다.
2008년 9월 23일 문성터널에서 난곡터널로 개정되었다.

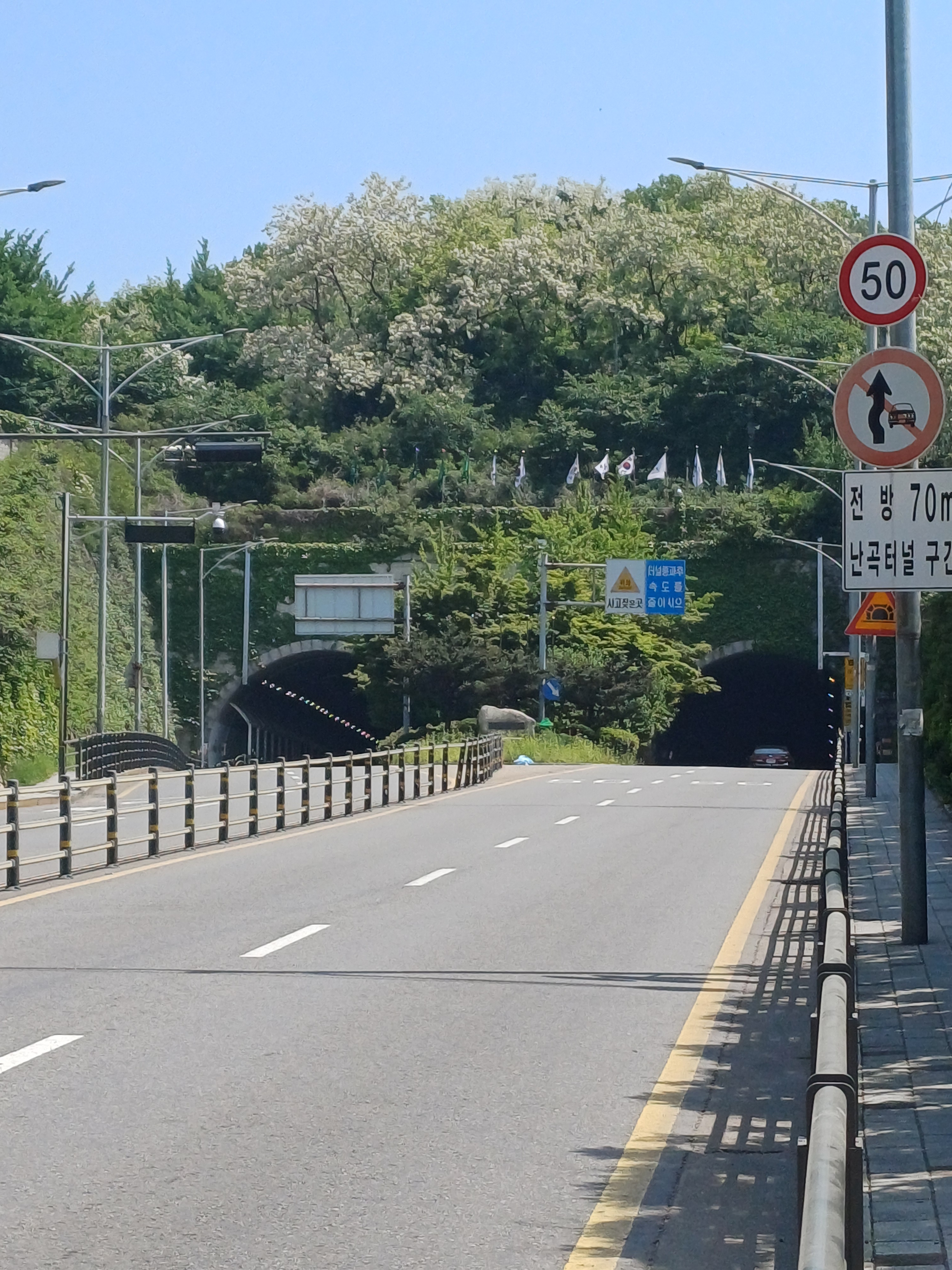
서울특별시 관악구 난곡터널